# CFU Club Championship 2014
Der CFU Championship 2014 war die 16. Austragung des CFU Club Championship. Das Turnier wurde vom karibischen Fußballverband Caribbean Football Union zwischen dem 21. und 25. März 2014 gespielt, die Finalrunde jedoch nicht ausgetragen.

## Teilnehmende Teams
| Verband             | Mannschaft                        | Qualifikation                                                     |
| ------------------- | --------------------------------- | ----------------------------------------------------------------- |
| Kaimaninseln        | Bodden Town FC                    | Meister CIFA Foster’s National League                             |
| Curaçao             | Centro Dominguito                 | Meister First Division                                            |
| Guadeloupe          | USR Sainte-Rose                   | vierter Platz Guadeloupe Division d'Honneur (nachgerückt)         |
| Guyana              | Alpha United                      | Meister GFF Super League                                          |
| Haiti               | AS Mirebalais Valencia FC         | Meister Ligue Haïtienne Sieger der K.o.-Runde der Ligue Haïtienne |
| Jamaika             | Harbour View FC Waterhouse FC     | Meister National Premier League Zweiter National Premier League   |
| Puero Rico          | Puerto Rico Bayamón               | Meister Liga Nacional de Fútbol de Puerto Rico                    |
| Suriname            | Inter Moengotapoe SV Notch        | Meister Hoofdklasse Zweiter Hoofdklasse                           |
| Trinidad und Tobago | Defence Force FC Caledonia AIA FC | Meister TT Pro League Zweiter TT Pro League                       |

## Gruppenphase

### Gruppe 1
- ausgetragen in Bayamón, Puerto Rico

| Pl. | Verein              | Sp. | S | U | N | Tore    | Diff. | Punkte |
| --- | ------------------- | --- | - | - | - | ------- | ----- | ------ |
| 1.  | Puerto Rico Bayamón | 3   | 1 | 2 | 0 | 006:100 | +5    | 05     |
| 2.  | Centro Dominguito   | 3   | 1 | 2 | 0 | 004:200 | +2    | 05     |
| 3.  | USR Sainte-Rose     | 3   | 1 | 2 | 0 | 002:100 | +1    | 05     |
| 4.  | Bodden Town FC      | 3   | 0 | 0 | 3 | 002:100 | −8    | 0      |

### Gruppe 2
ausgetragen in Mirebalais, Haiti
| Pl. | Verein            | Sp. | S | U | N | Tore    | Diff. | Punkte |
| --- | ----------------- | --- | - | - | - | ------- | ----- | ------ |
| 1.  | Waterhouse FC     | 3   | 3 | 0 | 0 | 010:100 | +9    | 09     |
| 2.  | Caledonia AIA FC  | 3   | 1 | 1 | 1 | 005:600 | −1    | 04     |
| 3.  | AS Mirebalais     | 3   | 1 | 0 | 2 | 003:600 | −3    | 03     |
| 4.  | Inter Moengotapoe | 3   | 0 | 1 | 2 | 003:800 | −5    | 01     |

### Gruppe 3
alle Spiele fanden in Kingston, Jamaika statt
| Pl. | Verein           | Sp. | S | U | N | Tore    | Diff. | Punkte |
| --- | ---------------- | --- | - | - | - | ------- | ----- | ------ |
| 1.  | Alpha United     | 2   | 2 | 0 | 0 | 003:000 | +3    | 06     |
| 2.  | Defence Force FC | 2   | 1 | 0 | 1 | 002:200 | ±0    | 03     |
| 3.  | Harbour View FC  | 2   | 0 | 0 | 2 | 000:300 | −3    | 0      |
| 4.  | SV Notch 1       | 0   | 0 | 0 | 0 | 000:000 | ±0    | 0      |

## K.o.-Runde
Für die Endrunde war ursprünglich geplant, die vier Gruppensieger aus der Gruppenphase in einer K.o.-Runde gegeneinander spielen zu lassen, mit einem Spiel um Platz drei für die Halbfinalverlierer. Beide Finalisten und der Gewinner des Spiels um Platz drei wären für die CONCACAF Champions League 2014/15 qualifiziert gewesen.
Am 31. März 2014 kündigte die CFU an, dass der Valencia FC, der ein Freilos in die Endrunde erhalten hatte, nicht an dem Wettbewerb teilnehmen könne, nachdem der haitianische Fußballverband es versäumt hatte, den Verein als aktives Mitglied des Verbandes zu bestätigen. Nach Rücksprache der CONCACAF mit den drei Gruppensiegern Puerto Rico Bayamón, Waterhouse F.C. und Alpha United, entschied die CFU, allen drei Mannschaften die Starterlaubnis für die CONCACAF Champions League zu erteilen. Die Endrunde wurde daraufhin aus Kostengründen gestrichen.